# Musée cambodgien des mines terrestres
Le Musée cambodgien des mines terrestres est un musée situé au nord de Siem Reap au Cambodge.
Un ancien enfant soldat du nom de Aki Ra, ayant par la suite travaillé comme démineur, se trouvait avec une collection d'objets qu'il montrait aux touristes, celle-ci s'est trouvée à la base de la création du musée.

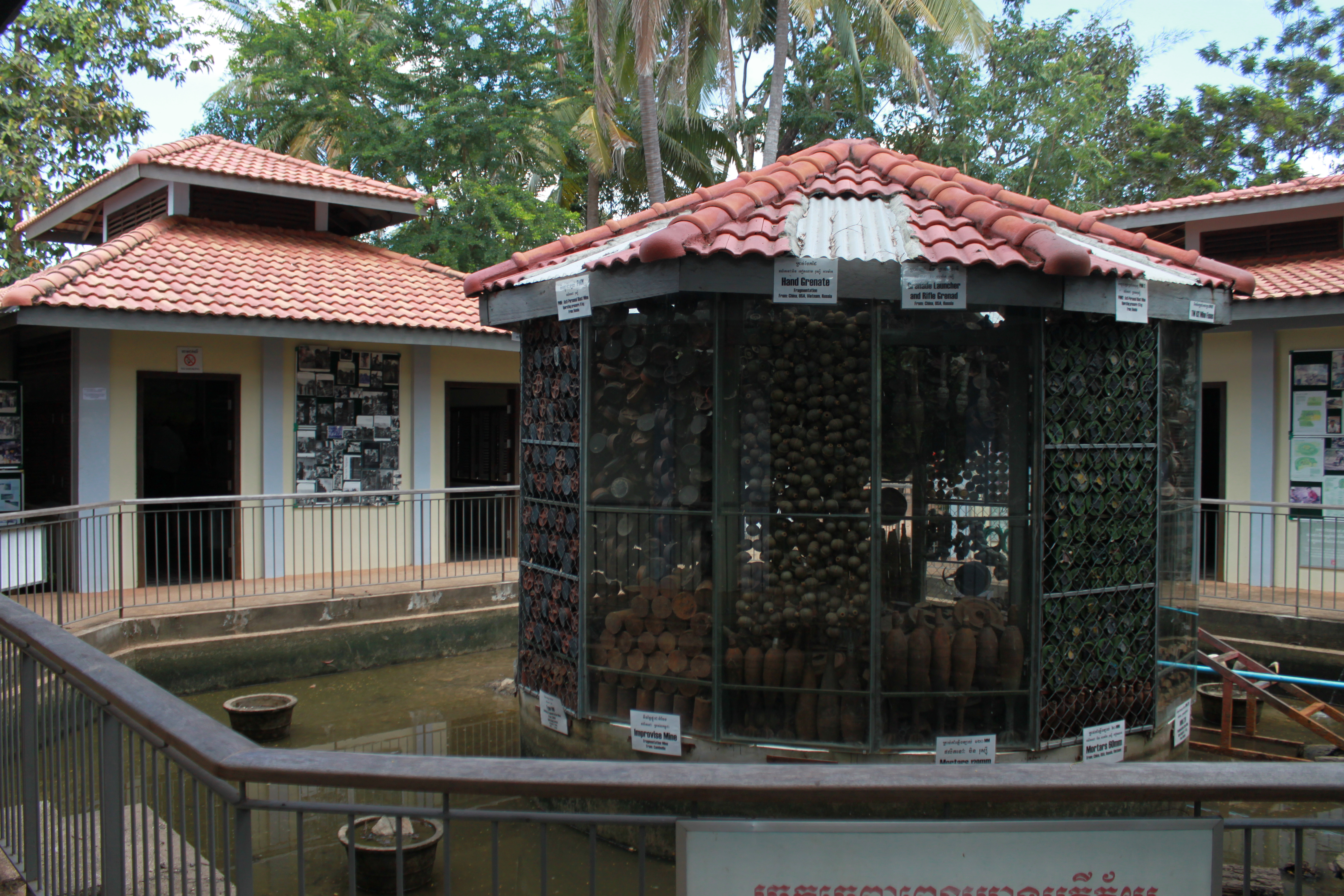
vue du patio

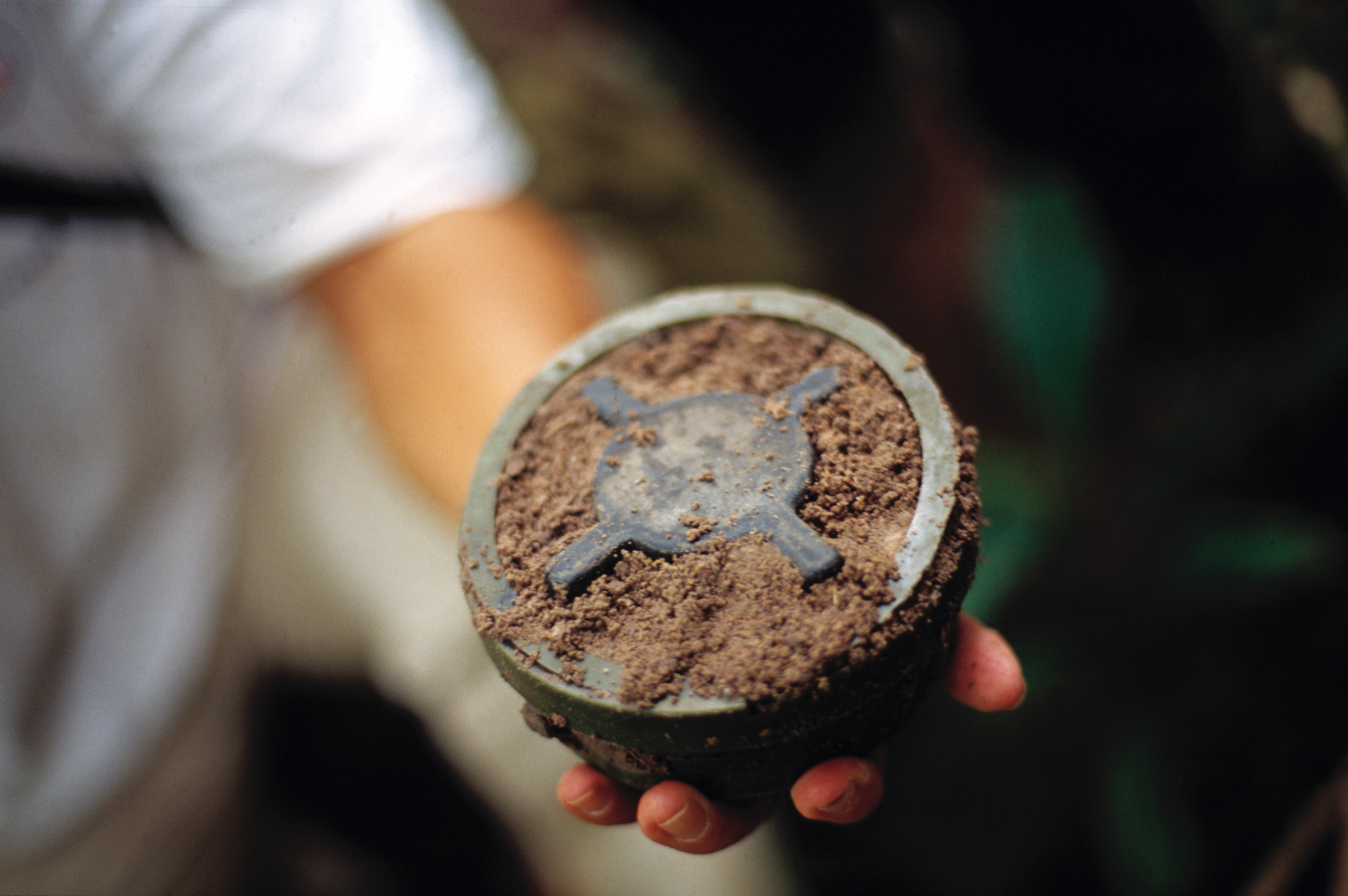
mine anti-personnel